# Квалификације за Светско првенство у фудбалу 2022 — међуконтинентални бараж
Последња два учесника Светског првенства у фудбалу 2022. године одредио је исход две утакмице међуконтиненталног баража. Утакмице су игране у Катару 13. и 14. јуна 2022.

## Систем такмичења
Жреб је одржан 26. новембра 2021. у 17.00 часова по средњоевропском времену у Цириху у Швајцарској.
У међуконтиненталном баражу учествују четири репрезентације из четири конфедерације (АФК, КАФ, Конкакаф, Конмебол).
Првобитно је међуконтинентални бараж требало да се одржи марта 2022, где би репрезентације играле између себе једну утакмицу код куће, а другу утакмицу у гостима, па би она селекција с бољим резултатом из обе утакмице изашла као победник. Међутим, ФИФА је променила правила, те је на крају одлучено да ће репрезентације између себе играти по једну утакмицу на неутралном терену, у земљу домаћину Светског првенства — Катару.
Овај међуконтинентални бараж је последњи који ће на овакав начин одлучивати преостала два учесника на Светском првенству, будући да је број учесника проширен. Од наредног Светског првенства, учествоваће укупно 48, а не 32 екипе, па ће стога у баражу, који одређује последња два учесника на првенству, играти укупно шест репрезентација. Учествоваће по једна екипа из сваке конфедерације (осим УЕФЕ) и један додатни тим из конфедерације домаћина (што ће 2026. бити Конкакаф).

## Учесници
| Конфедерација | Начин квалификовања              | Репрезентација |
| ------------- | -------------------------------- | -------------- |
| АФК           | Победник четвртог круга          | Аустралија     |
| Конкакаф      | 4. место у трећем кругу          | Костарика      |
| Конмебол      | 5. место у квалификационој групи | Перу           |
| ОФК           | Победник другог круга            | Нови Зеланд    |

## Утакмице
По први пут, ФИФА је одлучила да се игра само једна утакмица између две селекције и то у земљи која је домаћин Светског првенства (Катар). Утакмице су одржане 13. и 14. јуна 2022. на стадиону Ахмад бин Али у граду Ел Рајан. Утакмице су првобитно биле заказане да се играју у марту 2022, али је време њиховог одигравања померено 25. јуна 2020. због промена у Фифином међународном календару до којих је дошло услед пандемије ковида 19.

### АФК—Конмебол
| Тим #1     | Резултат            | Тим #2 |
| ---------- | ------------------- | ------ |
| Аустралија | 0 : 0 (5 : 4, пен.) | Перу   |

| Аустралија                                         | 0 : 0 (п. с. н.) | Перу                                                       |
| -------------------------------------------------- | ---------------- | ---------------------------------------------------------- |
|                                                    | Извештај         |                                                            |
| Пенали                                             |                  |                                                            |
| - Бојл - Мој - Гудвин - Хрустић - Макларен - Мабил | 5 : 4            | - Лападула - Каљенс - Адвинкула - Тапија - Флорес - Валера |

### Конкакаф—ОФК
| Тим #1    | Резултат | Тим #2      |
| --------- | -------- | ----------- |
| Костарика | 1 : 0    | Нови Зеланд |

| Костарика | 1 : 0    | Нови Зеланд |
| --------- | -------- | ----------- |
| Кембел 3’ | Извештај |             |